# Infosphäre
Der Begriff Infosphäre ist eine Wortschöpfung aus Information und Biosphäre. So wie die Biosphäre den Bereich unseres Planeten beschreibt, in dem es Leben gibt, bezeichnet die Infosphäre die gesamte informationelle Umwelt. Sie besteht aus allen informationellen Entitäten, ihren Eigenschaften, Interaktionen, Prozessen und gegenseitigen Relationen. Im Gegensatz zum Cyberspace ist die Infosphäre nicht auf das Internet beschränkt. Sie reicht von alphanumerischen Texten und Multimediaprodukten bis hin zu statistischen Daten, von mathematischen Formeln bis hin zu Geräuschen oder Videoclips.

## Definition
Nach Luciano Floridi ist die Infosphäre der semantische Raum, bestehend aus der Gesamtheit der „Dokumente“, der „Agenten“ und ihren „Operationen“.
Unter Dokumenten sind alle Arten von Daten, von Informationen und von Wissen gemeint, welche in jedem semiotischen Format kodiert und implementiert sind, ohne Beschränkung der Größe, der Typologie oder der syntaktischen Struktur. Beispiele sind nicht nur digitale Daten, sondern auch mündliche Erzählungen, im Fernsehen übertragene Filme, gedruckte Texte und das Rundfunkprogramm.
Unter Agenten werden alle Arten von Systemen verstanden, die autonom mit einem Dokument interagieren können. Beispiele dafür sind eine Person, eine Organisation oder ein Bot im Internet. Innerhalb der Infosphäre können Agenten selbst als Dokumente aufgefasst werden. So ist etwa ein Wikipedia-Benutzerkonto sowohl Agent als auch Dokument.
Operationen sind alle Arten von Aktionen, Interaktionen und Veränderungen, die durch einen Agenten durchgeführt werden können oder die einem Dokument zugeordnet werden können. Ein Beispiel wäre das Schreiben eines Wikipediaartikels.
Der Begriff der Infosphäre kann nicht nur für die globale, informationelle Umwelt benutzt werden, sondern auch um begrenzte Bereiche, wie das Informationsnetzwerk innerhalb eines Unternehmens, zu beschreiben.

## Begriffsgeschichte
Der Begriff wurde schon 1980 von Alvin Toffler in seinem Buch „The Third Wave“ benutzt. In diesem handelt es sich bei der „info-sphere“ um die Sphäre der Kommunikation. Sie dient zur Produktion und Verteilung von Information.
Ab Mitte der 90er wurde der Begriff Infosphäre von Luciano Floridi eingeführt, um die Informationsgesellschaft zu analysieren und die Ethik der Infosphäre zu untersuchen.

## Trivia
In der Zeichentrickserie Futurama (10. Folge, 4. Staffel) versuchen die Riesengehirne alle Informationen des Universums in einer gigantischen biologischen Datenbank, der Infosphäre, zu speichern. Nach dem Speichern soll das Universum zerstört werden, damit keine neue Information entstehen kann. Außerdem ist „The Infosphere“ auch der Name der englischsprachigen Wiki-Seite von Futurama.
IBM hat eine Plattform namens „Infosphere“ für Unternehmen entwickelt. Sie bietet mehrere Pakete zum Informationsmanagement.